# 23e brigade de protection de l'ordre public
La 23e brigade de protection de l'ordre publique "Khortysia", en ukrainien : 23-тя окрема бригада охорони громадського порядку Хортиця (Україна)[pourquoi ?], unité 3033 est une brigade de la Garde nationale de l'Ukraine créée en 1992.

## Histoire
La brigade est initialement formée par ordre du commandant de la Garde nationale de l'Ukraine le 2 janvier 1992, sur la base du 22e bataillon de milice motorisé spécial des troupes intérieures du ministère de l'Intérieur de l'URSS, en tant que 8e régiment (unité militaire 4108), devenue partie intégrante de la 3e Division Sud .
En 1995, conformément au décret du Président de l'Ukraine du 20 janvier et à l'ordre du commandant de la NGU du 26 janvier, le 8e régiment de la Garde nationale d'Ukraine a été subordonné aux troupes intérieures du ministère de l'Intérieur d'Ukraine, où il a été rebaptisé 13e régiment motorisé spécial (unité militaire 3033), et depuis 1999, 23e brigade motorisée spéciale.
En 2014, la brigade est intégrée à la nouvelle Garde nationale ukrainienne .
Le 20 juin 2015, la brigade participe à la bataille de Marioupol. Le 12 novembre 2017, le lieutenant-colonel Dmytro Andriyovych Davydenko décède des suites d'une grave maladie. Le 21 août 2020, conformément au décret du Président de l'Ukraine n° 337/2020, la brigade reçoit le nom honorifique "Khortytsia".

### Invasion russe de l'Ukraine
La brigade est engagée lors de l'invasion russe de l'Ukraine. Le 2e bataillon participe à la bataille de Marioupol où elle couvre les routes dans les banlieues nord de la ville. Durant la bataille, le commandant adjoint de la brigade, le colonel Dmytro Apukhtin est tué le 12 mars, ainsi que le commandant du 2e bataillon, le lieutenant-colonel Roy Yuriy Viktorovych le 19 mars. Les derniers combattants se réfugient dans l'usine l'usine métallurgique Azovstal de Marioupol où ils seront capturés. Certains d'entre eux seront échangés par la suite,.
Le reste de la brigade participe à la campagne du Sud de l'Ukraine.

## Organisation
- 1er bataillon de patrouille (Zaporijjia)
- 2e bataillon de patrouille (Melitopol)
- 3e bataillon de patrouille (Berdiansk)
- 4e bataillon de patrouille (Enerhodar)
- Compagnie de patrouille blindée
- Compagnie de combat et de soutien[6]